# Gabaldon
Gabaldon (tên cũ Sabani và Bitulok) là một đô thị hạng 4 ở tỉnh Nueva Ecija, Philippines. Theo điều tra dân số năm 2007, đô thị này có dân số 29.619 người trong 6.038 hộ.

## Barangay
Gabaldon được chia thành 16 barangay.
| - Bagong Sikat - Bagting - Bantug - Bitulok (North Pob.) - Bugnan - Calabasa - Camachile - Cuyapa | - Ligaya - Macasandal - Malinao - Pantoc - Pinamalisan - South Poblacion - Sawmill - Tagumpay |